# Testico
Testico (Ligurisch: Testego) ist eine italienische Gemeinde im Hinterland von Andora nahe der ligurischen Küste in der Provinz Savona mit 184 Einwohnern (Stand 31. Dezember 2023) auf 19,7 km².

## Geografie

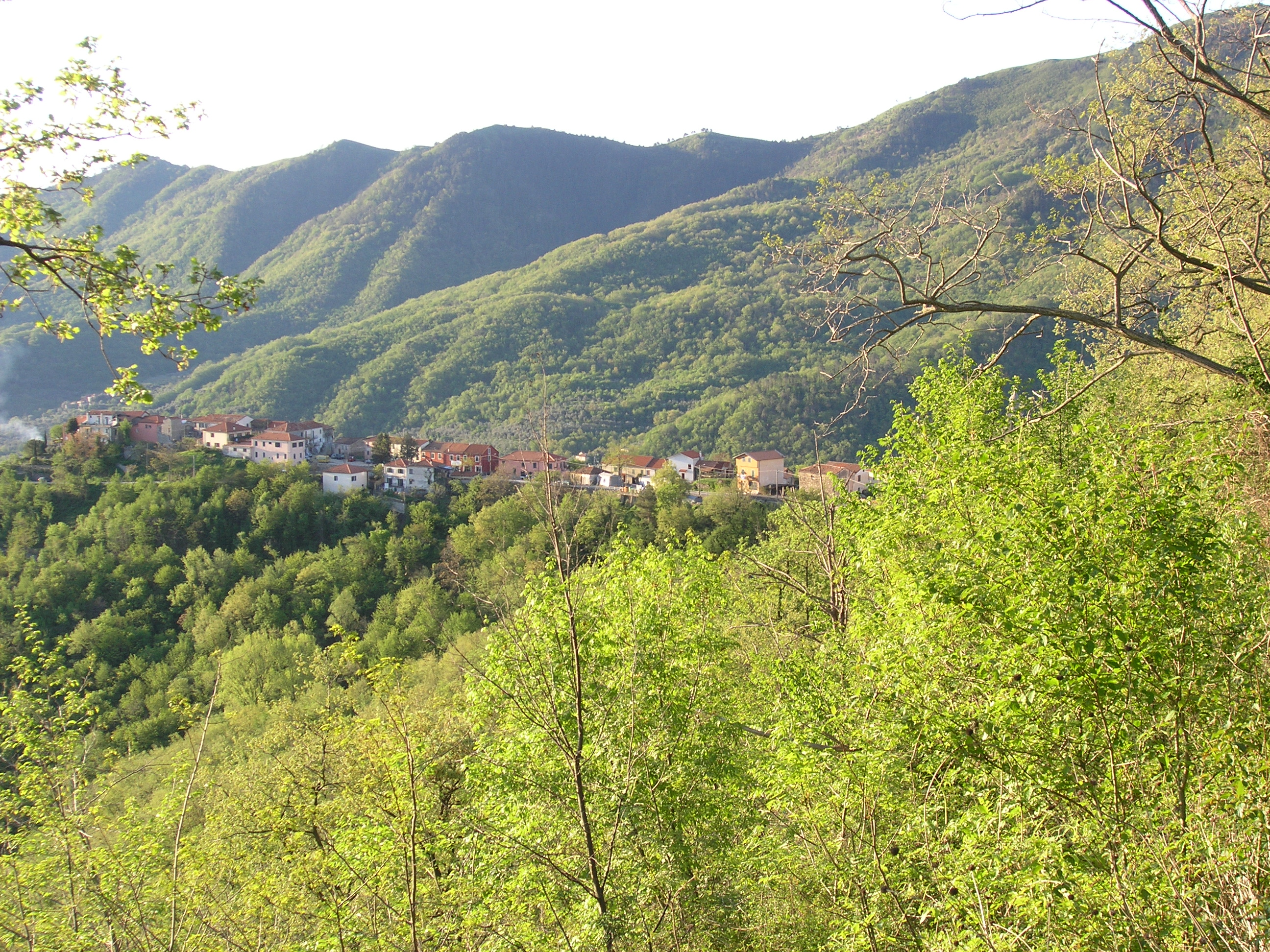
Testico im Morgenlicht von der Straße zum Passo del Ginestro

Die Gemeinde ist Teil der Comunità Montana Ingauna. Testico ist 68 km von der Provinzhauptstadt Savona entfernt und liegt oberhalb des Val Merula, auf einer Höhe von 470 m am Sitz der Comune. Der Höhenunterschied innerhalb der Gemeinde liegt, je nach Ortsteil zwischen minimal 180 m und maximal 953 m.
Zur Gemeinde gehören die Fraktionen (Ortsteile) Ginestro und Poggio Bottaro. Die Nachbargemeinden sind Stellanello (SV), Casanova Lerrone (SV), Cesio (IM), Chiusanico (IM).

## Geschichte

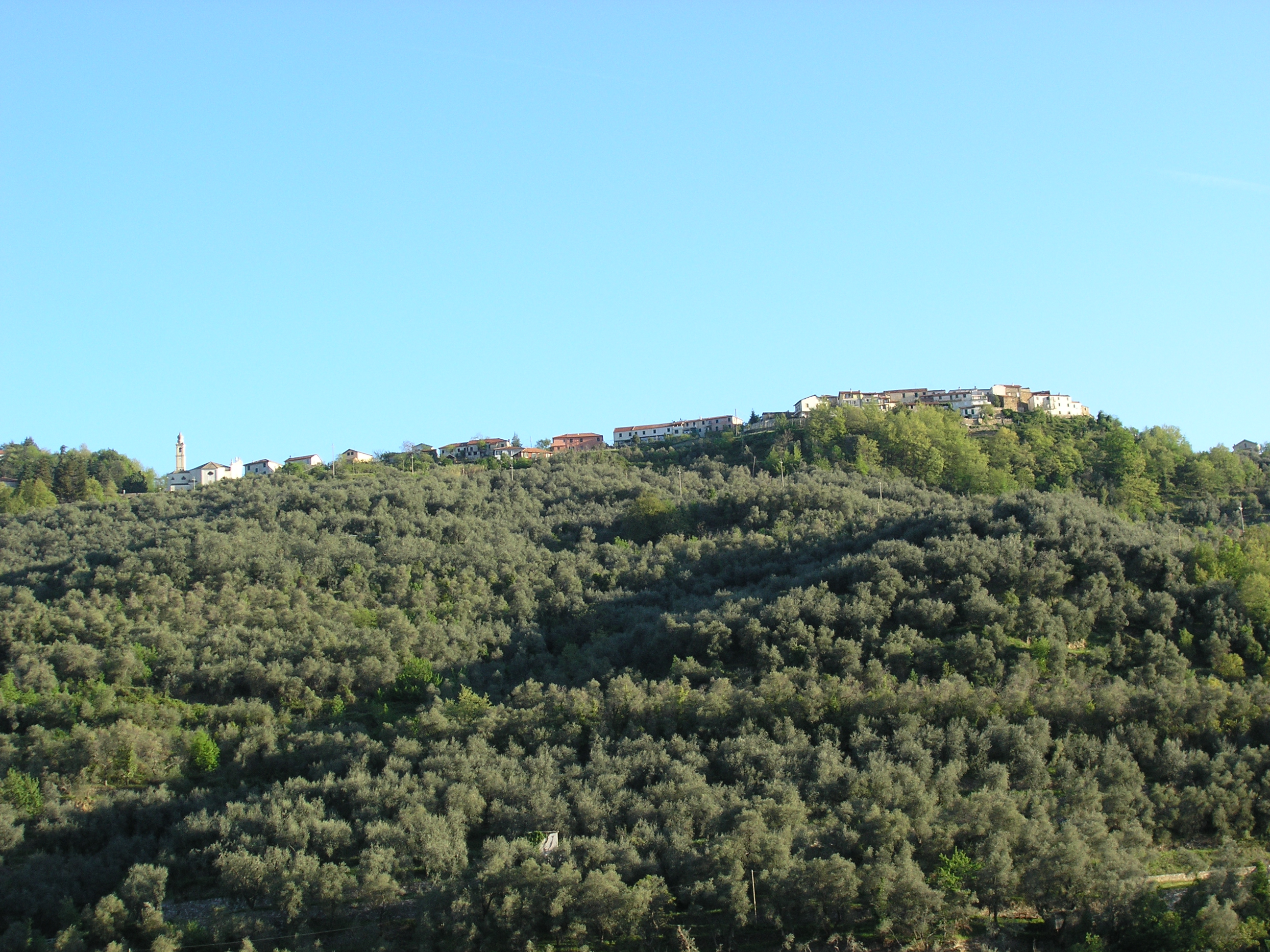
Testico liegt auf einem Bergrücken; Blick von der Straße nach Stellanello

Nach aktuellen Forschungsergebnissen wurde der Weiler Testico bereits im Römischen Reich unter dem Begriff Castrum erwähnt. Im 13. Jahrhundert fiel der Ort 1398 unter dem antiken Begriff Texticum, in den Besitz der genueser Familie der Doria.

## Sehenswürdigkeiten
- Das Castell von Testico. Dell'antico maniero difensivo, wurde von der genueser Familie Doria im 13. Jahrhundert errichtet. Von dem Bauwerk sind heute nur noch einige Reste der Ruine auf dem Berg Arosio zu finden.
- Kirche Pietro und Paolo. Erbaut im 17. Jahrhundert im Barockstil
- Kapelle Assunzione. Die Kapelle liegt an der Straße Vellego die zum Passo del Ginestro führt.
- Cappella della Presentazione di Maria al tempio. Die Kapelle liegt im Ortsteil Ginestro (Poggio) und ist 1998 restauriert worden.

## Kultur
- Fiera zootecnica, Ende August
- Sagra delle frittelle, la prima meta di (in der ersten Augusthälfte)
- Sagra delle castagne, la prima domenica di (erster Sonntag im Oktober)

## Wirtschaft
Die Wirtschaft wird vornehmlich durch Landwirtschaft und hier hauptsächlich durch den Anbau von Oliven geprägt.

## Verkehr
Testico liegt an der Strada Provinciale 13 (SP13), die einerseits nach Andora, andererseits zum Passo del Ginestro führt sowie an der SP 18 nach Alassio. Der Ort ist nicht direkt über eine Autobahn zu erreichen. Die nächste Autobahnausfahrt ist Andora A10.
Die nächste Bahnstation befindet sich in Andora oder Alassio an der Hauptlinie Ventimiglia – Genua. Außerdem fahren Regionalbahnen von Ventimiglia und Savona. Testico ist von beiden Bahnstationen mit dem Autobus zu erreichen.